# Avatar (informática)
Em informática, avatar é um corpo virtual, uma figura gráfica de complexidade variada que empresta sua vida simulada para o transporte identificatório de internautas para dentro dos mundos paralelos da Internet.
O internauta pode incorporar uma ou mais dessas máscaras digitais para representá-lo em ambientes bi ou tridimensionais, encontrar outros avatares e comunicar-se com eles, além de teleporta-lo de sala a sala, controlar sua posição no quadro, fazê-lo dizer coisas e mesmo produzir efeitos de som e gestos animados pré-programados. Neste nível de imersão, o usuário produz uma multiplicação na sua identidade, uma hesitação entre presença e ausência, estar e não estar, ser e não ser, certeza e fingimento.

## Origem
Em 1986, o termo avatar, de origem sânscrita avatāra, conceito do Hinduísmo, que significa "descida de uma divindade do paraíso (à Terra)" e a consequente aparência terrena desse ser celestial (em particular refere-se às dez formas de representação de Vishnu), foi utilizado no jogo de vídeo game Habitat para representar corpos virtuais, mas o sucesso do livro Snow Crash de Neal Stephenson em 1992 popularizou o conceito que hoje é utilizado frequentemente em jogos de computador e na Internet.

## Identidade Virtual
Já dizia McLuhan que, durante as idades mecânicas, o homem projetou suas extensões do corpo no espaço e, com as novas tecnologias digitais, essa projeção aboliu tempo e espaço e chegou a simulação tecnológica da consciência.  Partindo do princípio de que o meio de comunicação é a própria mensagem, as propriedades cognitivas e os efeitos pessoais e sociais de imersão na realidade virtual constituem intervenções na vida humana que trouxeram as mais variadas explicações. 
Sob a denominação de pós-humanismo, a discussão sobre o efeito conjunto das combinações e distinções entre o natural e o artificial, o real e o simulado, o orgânico e o mecânico na era da revolução digital têm sido feita por muitos pesquisadores, antropólogos, cientistas, filósofos e artistas, cujas teorias abordam as consequências físicas, psíquicas, perceptivas, cognitivas e sensórias que esta hibridização do ser humano com a tecnologia implica sobre as interações sociais e formas de identidade cultural.
Fala-se de uma profunda crise de subjetividade devido ao surgimento da realidade virtual. O sujeito se transforma na era digital em um sujeito multiplicado, disseminado e descentrado, continuamente interpelado com uma identidade instável
Por outro lado, segundo Manuel Castells, a realidade como é vivida sempre foi virtual porque é inevitavelmente percebida por meio de símbolos:
Quando os críticos da mídia eletrônica argumentam que o novo ambiente simbólico não representa a ‘realidade’, eles referem-se a uma absurda ideia primitiva de experiência real ‘não-codificada’ que nunca existiu. Todas as realidades são comunicadas por intermédio de símbolos. E na comunicação interativa humana, independente do meio, todos os símbolos são, de certa forma, deslocados em relação ao sentido semântico que lhes são atribuídos
A desordem identificatória é, de acordo com Freud, constitutiva da condição humana, de modo que não são as tecnologias em si as responsáveis por isso, mas a constituição humana de ser simbólico. Lacan também demonstrou que o ego é, na realidade, uma coleção desordenada de identificações e que a ilusória unidade do eu é uma projeção do imaginário. 
Todas as tecnologias interferem na percepção do mundo ao redor, estendendo e amplificando os sentidos do corpo humano. A partir desse conceito de uma nova antropomorfia, o ciberespaço e a realidade virtual não estão desconectados da realidade, mas são complexificadores do real.

## Exemplos de uso
O metaverso Spatial.io permite criar um avatar inclusive a partir do escaneamento do rosto do usuário. Mas nem todo avatar é tão personalizável, o Habbo permite você pré-selecionar a partir de um conjunto de opções 2D.